# 栖了院
栖了院（せいりょういん）は、愛知県田原市に存在する浄土宗の寺院。

## 沿革
1559年（永禄2年）、領主であった間宮直綱を開創として、間宮山金殿寺栖了院と称する。享保年間に領主の戸田淡路守が檀徒と共に本堂を再建し、昭和に入ってから修理を行い、位牌堂を改築して現在に至る。
境内には、移築された観音堂のほか、浄土宗の開祖である法然上人の没後800年事業として建立された庫裏、納骨霊塔、東日本大震災による慰霊塔が建っている。寺宝として、1736年（元文2年）に莫取軒原常良が執筆した『畠村観音記』、並びに円空仏が伝わっている。

## その他
間宮家の菩提寺であり、戸田氏良の位牌が祀られている。

## ギャラリー

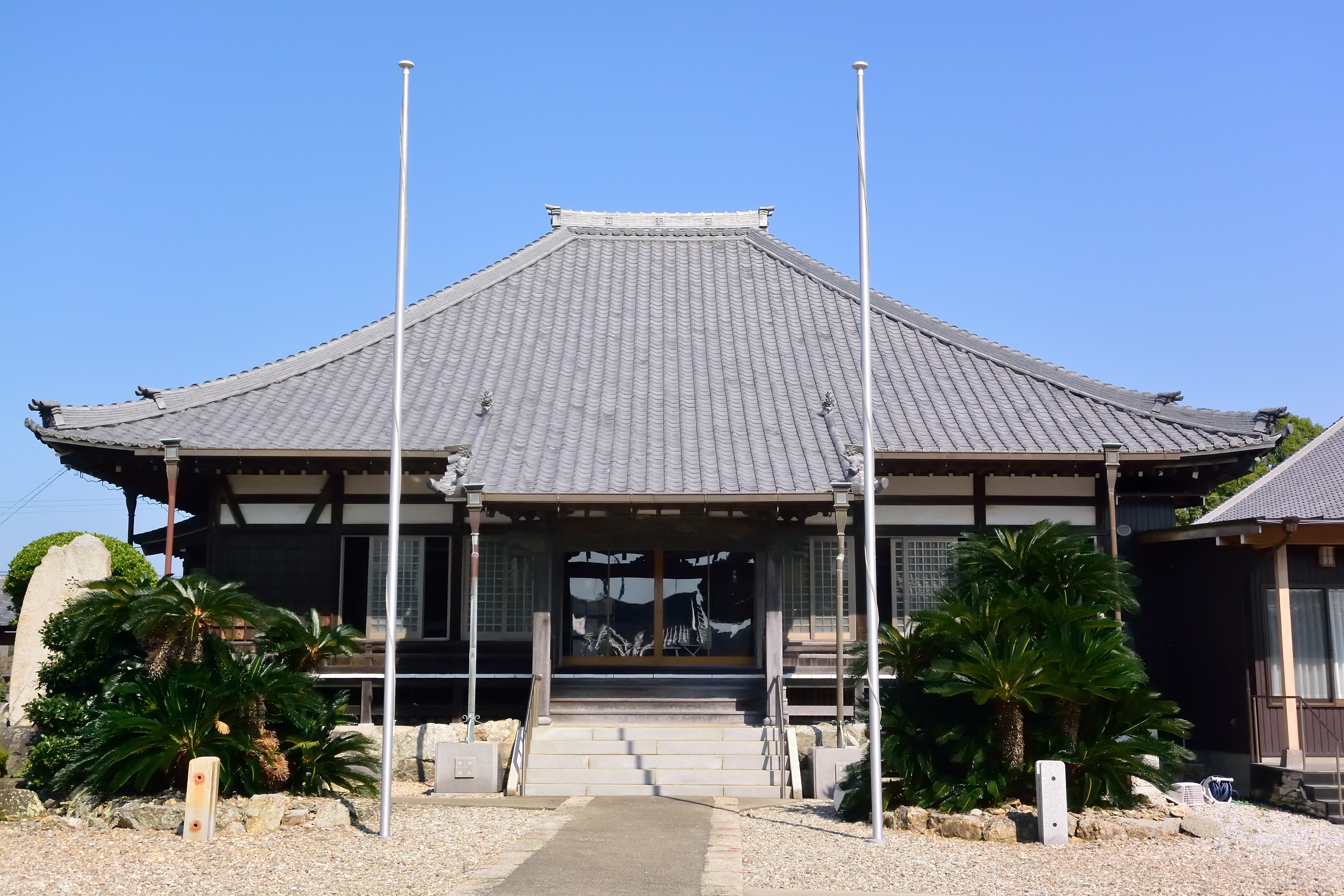
本堂